# Donald Norman
Donald Arthur Norman (nascut el 25 de desembre de 1935) és un acadèmic estatunidenc en el camp de la ciència cognitiva, disseny i usabilitat, i cofundador i consultor del Grup Nielsen Norman. És autor del llibre The design of everyday things («El disseny dels objectes quotidians») i ha treballat per a Apple com a vicepresident d'«Advanced Technology Group» i per a Hewlett-Packard.

## Vida acadèmica
Gran part del treball de Norman implica la defensa del «disseny centrat en l'ésser humà». Els seus llibres tenen el propòsit fonamental de fomentar el camp del disseny -des de portes fins a ordinadors. Norman ha pres recentment una postura polèmica en dir que la comunitat d'investigació de disseny ha tingut poc impacte en la innovació de productes, i que mentre que els acadèmics poden ajudar a refinar els productes existents, són els tecnòlegs que aconsegueixen els avenços.
Norman divideix el seu temps entre la codirecció del MBA de grau dual i el programa d'Enginyeria de la Northwestern University i la consultoria per al Grup Nielsen Norman.
Norman és un professor visitant distingit actiu a l'Institut Superior Coreà de Ciència i Tecnologia, on imparteix docència dos mesos a l'any. També ostenta el títol de professor emèrit de Ciències Cognitives de la Universitat de Califòrnia a San Diego.
És membre de nombroses juntes sectorials d'assessorament educatives, privades i públiques, incloent-hi el consell editorial de l'Enciclopèdia Britànica.

## Obres principals
- Memory and attention (1977)
- Learning and memory (1982)
- Direct manipulation interfaces (1985)
- User Centered System Design: New Perspectives on Human-Computer Interaction (1986)
- The Design of Everyday Things (1988)
- Turn signals are the facial expressions of automobiles (1992)
- Things That Make Us Smart (1993)
- The Invisible Computer (1998)
- Emotional Design (2004)
- The Design of Future Things (2007)
- Living with Complexity (2010)